# Radęca
Radęca (potocznie Rdęca, dawniej Rzedziąca) – rzeka w zachodniej Polsce, prawostronny dopływ Orli, do której uchodzi w 43,7 km jej biegu, w okolicach Jutrosina. Obszar źródłowy Rdęcy znajduje się na zachód od Koźmina, w okolicy miejscowości Borzęciczki. Przepływa przez miasto Kobylin i przez wsie Małgów, Wziąchów czy Kromolice. Długość 29,7 km, powierzchnia dorzecza 183,5 km².
Główny dopływ to prawostronnie uchodząca Ochla w 9,4 km biegu Rdęcy.
Na cieku tym planowana jest budowa zbiornika retencyjnego Kromolice. Czasza zbiornika rozciągać się będzie od miejscowości Kromolice na terenie gminy Pogorzela, do Wziąchowa na terenie gminy Kobylin. Jego zadaniem będzie magazynowanie wody dla nawodnień rolniczych, spłaszczenie fali powodziowej, ponadto będzie pełnił funkcję rekreacyjną, a także hodowlaną (rybactwo).